# Arnold von Baumbach
Arnold August Carl Moritz von Baumbach (* 14. März 1779 in Gemünden (Wohra); † 15. August 1849 ebenda) war ein deutscher Offizier, Obervorsteher der  Althessischen Ritterschaft und Mitglied der Kurhessischen Ständeversammlung.

## Herkunft und Familie
Arnold von Baumbach war ein Sohn des Rittmeisters Carl Ludwig von Baumbach (1745–1794) und dessen Ehefrau Amöne, geb. von Freywald († 1816, Erbin des Burgguts in Gemünden (Wohra)). Am 12. März 1805 heiratete er in Bielefeld Ernestine Wilhelmine Helene von Wedel (* 4. April 1786; † 1. Januar 1848), Tochter des preußischen Generals Karl Alexander von Wedel und der Sophie geb. von Stephani. Aus der Ehe gingen die Kinder Alexander (1806–1827), Wilhelm (1808–1885, Generalmajor), Moritz Lebrecht (1814–1881), Friedrich (1817–1888, Obristleutnant) und Sophie Amöne (1818–1844, ∞ Georg Ludwig von Cochenhausen († 1883, Obristleutnant)) hervor.

## Leben
Arnold von Baumbach war zunächst Leutnant im Infanterie-Regiment Nr. 10 der Hessen-kasselschen Armee und zuletzt im Rang eines Hauptmanns. Er bekleidete das Amt eines Obervorstehers der Althessischen Ritterschaft. Diese Stiftung, im frühen 16. Jahrhundert gegründet, diente zur Absicherung des Lebensunterhalts von Mitgliedern hessischer ritterschaftlichen Familien. Die Stiftung, die heute noch besteht, wird satzungsgemäß von drei Obervorstehern geführt. 1833 erhielt er für das Stift Kaufungen und das Stift Wetter ein Mandat für die Kurhessische Ständeversammlung, die 1830 nach den Unruhen zum Zweck der Verabschiedung einer Verfassung gebildet wurde. Er blieb bis 1835 in dem Parlament.